# 劉中薇
劉中薇（1976年9月11日—），是臺灣一位華語文學創作者、講師及大眾傳媒節目主持人。他的創作形式包含散文、小說及電視劇劇本等。他長年任教於淡江大學大眾傳播學系。

## 作品

### 編劇

#### 電視劇
- 《未來媽媽[2]》（2020年）

- 《涼生，我們可不可以不憂傷》（2018年）

- 《檸檬初上》（2016年）
- 《幸福愛人》（2014年）
- 《清秀家人》（2010年）

- 《女王不下班》（2010年）

- 《幸福的起點》（2009年）
- 《星願》

#### 動畫
- 《Choobies超毛星》（2011年）[3]

### 散文集
- 《把全世界的溫暖都給你：劉中薇短篇故事集》（2016年）
- 《暖活：愛得還不錯的那些故事》（2014年）
- 《幸福從自己的窩開始》（2005年）

### 小說
- 《今天天氣晴》（2008年）
- 《星願》（2003年）

### 詩文集
- 《不是你離開我，是愛情離開了我們》（2004年）
- 《戀的芬多精》（2002年）

### 其他
- 《妻子、媽媽，偶爾劉中薇：不小心結了婚，那些我們和我的歡喜與哀愁》[4]（2022年）
- 《說故事了沒？打動人心、實現夢想的關鍵能力》》（2010年）
- 《愛在世界開始的地方：墨西哥漂流記》（2007年）

- 《夢想變成真——舞動奇蹟》（2003年）

## 獎項

### 編劇

#### 電視劇
- 《未來媽媽[2]》，同時入圍第56屆廣播電視金鐘獎「戲劇節目編劇獎」，以及Asian Academy Creative Awards亞洲影藝創意大獎「最佳原創劇本」。

#### 動畫
- 《Choobies超毛星》，入圍第47屆電視金鐘獎「動畫節目獎」[3]

## 外部連結
- 劉中薇的Facebook專頁（繁體中文）
- 劉中薇在互联网电影资料库（IMDb）上的資料（英文）